# Heidi Lehrer
Heidi Lehrer, (sinh ngày 4 tháng 3 năm 1966) là một người vận động viên canoe nước rút từ Antigua và Barbuda, người đã thi đấu vào giữa những năm 1990. Tại Thế vận hội Mùa hè 1996 ở Atlanta, cô đã tiến tới sự tái tổ chức sự kiện K-1 500 m, nhưng không thi đấu.